# Парк короля Данила (Судова Вишня)
Парк короля́ Дани́ла — парк-пам'ятка садово-паркового мистецтва місцевого значення в Україні. Розташований у межах Мостиського району Львівської області, в місті Судова Вишня, на площі Івана Франка. 
Площа 0,2237 га. Статус присвоєно згідно з рішенням облради від 21.05.2019 року № 836. Перебуває у віданні КП «Моє місто», м. Судова Вишня. 
Природоохоронний статус присвоєно з метою збереження парку (скверу), розташованого в центрі історичної частини міста. Раніше тут зростали близько десяти видів рослин, серед яких: катальпа бігнонієподібна, тис ягідний, ялівець козацький, спірея, ялина колюча сиза, береза повисла, липа серцелиста. Територія парку, в тому числі деякі насадження, була відновлена після реконструкції, завершеної 2019 року.